# Pseudoeurycea mixcoatl
Pseudoeurycea mixcoatl är en groddjursart som beskrevs av Kraig Adler 1996. Pseudoeurycea mixcoatl ingår i släktet Pseudoeurycea och familjen lunglösa salamandrar. IUCN kategoriserar arten globalt som otillräckligt studerad. Inga underarter finns listade i Catalogue of Life.